# Sewickley Heights
Sewickley Heights  è una borough degli Stati Uniti d'America, nella contea di Allegheny nello Stato della Pennsylvania. Secondo il censimento del 2000 la popolazione è di 981 abitanti.

## Società

### Evoluzione demografica
La composizione etnica vede una prevalenza della razza bianca (97,35%), seguita quella afroamericana (0,92%), dati del 2000.
| borough di Sewickley Heights Popolazione |     |
| 2000                                     | 981 |
| Stima al 2009                            | 976 |